# 莱斯坎
莱斯坎（法語：Lescun，法語發音：[lɛskœ̃]）是法国大西洋比利牛斯省的一个市镇，位于该省东南部，属于奥洛龙-圣玛丽区。

## 地理
莱斯坎（42°56'2"N, 0°38'5"W）面积60.66 平方千米，位于法国新阿基坦大区大西洋比利牛斯省，该省份为法国东南部省份，涵盖了贝阿恩与北巴斯克，西临大西洋比斯開灣，北至朗德省，东北接热尔省，东临上比利牛斯省，南与西班牙接壤。
与莱斯坎接壤的市镇（或旧市镇、城区）包括：伊萨瓦、安索、阿库斯、莱斯-阿塔斯。

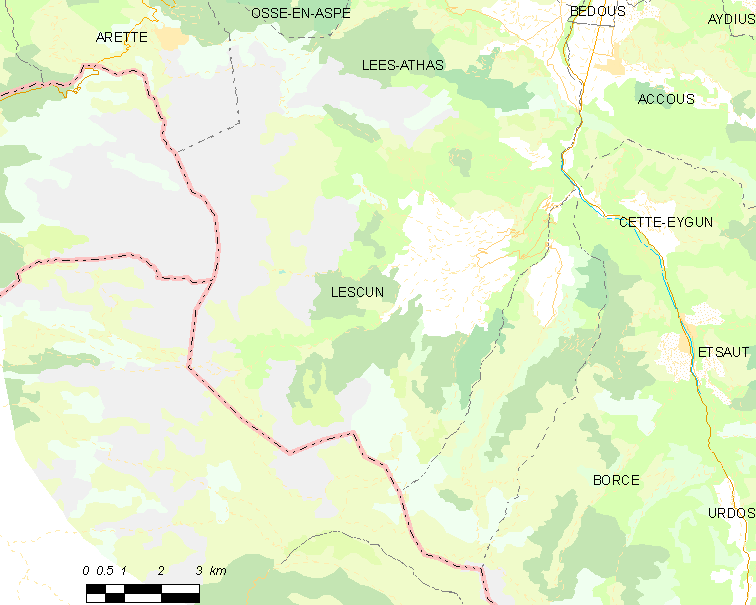
莱斯坎的OSM定位图

莱斯坎的时区为UTC+01:00、UTC+02:00（夏令时）。

## 行政
莱斯坎的邮政编码为64490，INSEE市镇编码为64336。

## 政治
莱斯坎所属的省级选区为奥洛龙-圣玛丽第一县。

## 人口

1962-2008年间莱斯坎人口变化图示

莱斯坎于2022年1月1日时的人口数量为167人。